# Frank Gotthardt (Unternehmer)
Frank Gotthardt (* 28. August 1950 in Siegen) ist ein deutscher Informatiker und Unternehmer aus Koblenz. Gotthardt ist Gründer und Verwaltungsratsvorsitzender des Software-Unternehmens CompuGroup Medical SE & Co KGaA (CGM), das weltweit rund 8700 Mitarbeiter beschäftigt. Es gehört zu den größten IT-Unternehmen im Gesundheitsbereich und machte 2024 einen Umsatz von 1,15 Milliarden Euro.
Frank Gotthardt ist parteilos und Ehrenvorsitzender des Landesverbandes Rheinland-Pfalz der Lobbyorganisation Wirtschaftsrat der CDU.
Für jährlich zweistellige Millionenbeträge lässt er rechtspopulistische Inhalte des AfD-nahen Deutschland-Kuriers über seine skandalträchtigen Medienprojekte NiUS und exxpress verbreiten.
Diese operieren unter den von ihm gegründeten Aktiengesellschaften VIUS Management SE und Vius SE. Darüber hinaus betreibt Gotthardt die drei Fernsehsender DRF1, TV Mittelrhein und Westerwald-Wied TV.
Gotthardt ist Eigentümer des Restaurants Gotthardt's by Yannick Noack in Koblenz, welches 2025 mit zwei Michelin-Sternen ausgezeichnet wurde. Für angrenzende Luxus-Wohnanlagen wurde seinem Unternehmen die in Koblenz seit 2020 verpflichtende Sozialwohnungsquote von 30 % durch den Koblenzer Stadtrat erlassen.
Er ist Besitzer des Eishockey-Erstligisten Kölner Haie.

## Leben

### Jugend und Ausbildung
Frank Gotthardt wurde in Siegen geboren und wuchs in Wülfrath-Düssel auf. Er besuchte das Naturwissenschaftliche Gymnasium  Wuppertal-Vohwinkel und war dort zwischenzeitlich Vorsitzender des Schülerparlaments. Als Stadtschülersprecher organisierte er Sitzstreiks. Nach einem Studium der Informatik in Bonn machte Gotthardt sich selbstständig.

### Berufsleben
Zunächst entwickelte er Software für die Fleischwarenindustrie. Durch seine Frau, die Zahnärztin Brigitte Gotthardt, kam er in Kontakt mit der Medizinbranche und gründete 1987 gemeinsam mit vier Zahnärzten das Unternehmen Dentev, aus dem sich später die CompuGroup Medical entwickelte. Im Laufe der Jahre kaufte Gotthardt andere Arztsoftware-Unternehmen wie Arcos, Dorsymed, Sysmed-KDV, Data Vital und die Hauptkonkurrenten TurboMed und Medistar hinzu, die in die CompuGroup Medical integriert wurden.
Im Mai 2007 brachte Gotthardt das Unternehmen an die Börse, unter anderem um Kapital für eine internationale Expansion zu beschaffen. Insgesamt betrug das Emissionsvolumen 300 Millionen Euro. In Focus Money kündigte Gotthardt im Zuge des Börsengangs an, zum Global Player der Health IT zu werden. Im Sommer 2020 übernahm die CompuGroup Medical unter seiner Leitung Teile des IT-Healthcare-Portfolios des US-Konzerns Cerner in Deutschland und Spanien für 225 Mill. Euro. Damit erhielt das Klinikgeschäft bei CGM einen Wachstumsschub. Ebenfalls 2020 folgte der Eintritt in den US-Markt mit der Übernahme des US-Anbieters von Arztinformationssystemen EMDS für 203 Mill. Euro.
Die Software der übernommenen Unternehmen wurde am Markt belassen. Die CGM entwickelte sich daraufhin zu einem der weltweit führenden Unternehmen für Informationstechnologie in der Gesundheitsversorgung. Das Unternehmen gilt als Marktführer in deutschen Arztpraxen und hat über 9000 Mitarbeitende, davon 1200 am Standort Koblenz. Über 1,6 Millionen Mediziner, Pflegekräfte und andere Gesundheitsberufe nutzen die Software von CGM. Das Unternehmen ist heute in mehr als 60 Ländern aktiv. Zum Jahreswechsel 2020/21 wechselte Gotthardt in den Verwaltungsrat des Unternehmens.
Als die Kassenärztliche Bundesvereinigung einen eigenen Online-Dienst gründen wollte, klagte Gotthardt wegen des Eingriffs in den Wettbewerb durch eine öffentlich-rechtliche Körperschaft und bekam vor Gericht Recht.

## Kölner Haie
Im Jahr 2010 stieg Frank Gotthardt als einer von mehreren Gesellschaftern bei den finanziell angeschlagenen Kölner Haien ein. Er selbst übernahm 96 Prozent der Anteile des Clubs von dem Immobilienunternehmer Heinz-Hermann Göttsch. Der Kölner Stadtanzeiger bezeichnete die Investoren um Gotthardt in diesem Zusammenhang als „Glücksfall“ und schrieb 2013, ohne sie würde es den Traditionsverein wahrscheinlich nicht mehr geben. Im Laufe der Jahre unterstützte Gotthardt die Haie mit 25 Millionen Euro, da diese, wie auch viele andere Profi-Clubs in Deutschland, defizitär arbeiten.
Gotthardt war lange Jahre Landesvorsitzender des Lobby- und Berufsverbands Wirtschaftsrat der CDU in Rheinland-Pfalz und damit auch Mitglied des Bundesvorstands, dessen Ehrenvorsitzender er heute ist.

## Medienunternehmer
Frank Gotthardt ist Eigentümer der DRF-Mediengruppe mit den Marken TV Mittelrhein (lineares Regionalfernsehen und online), WW-TV und „DRF 1 das Radio“.
Laut Recherchen von t-online kooperiert der ehemalige Bild-Chefredakteur Julian Reichelt mit Gotthardt. So vermietet dessen CompuGroup Medical Räume an Reichelts Rome Medien GmbH, die sich ihren Sitz mit der Vius Management SE (ehemals Nius SE) und Vius SE teilt und ihre IT-Dienstleistungen nutzt.
Frank Gotthardt ist Mehrheitsgesellschafter der Vius Management SE, bei der unter anderem Julian Reichelt geschäftsführender Direktor ist. Die Firma startete im Jahr 2022 das rechtspopulistische Nachrichtenportal Nius. Gotthardt selbst sieht das Portal als Ergänzung in der Medienlandschaft, „die weder zu rechts noch zu links ist“. Gotthardt plant, Nius als Radio oder Fernsehen zu betreiben.
Der Medienwissenschaftler Benjamin Krämer bezeichnet Nius als „populistisch im präzisen Sinne des Wortes“ und ordnet es politisch weit rechts ein. Nius unterwirft sich nicht den Bestimmungen des Pressekodex, sondern versucht mit irreführenden und skandalisierenden Überschriften Aufmerksamkeit um jeden Preis zu erzielen. Erst im Text werden irreführende Eindrücke aus Überschrift und Teaser wieder zurechtgerückt.

## Privates
Frank Gotthardt ist verheiratet und hat einen Sohn, der als Medizin-Professor an der Universität Heidelberg lehrte und 2015 die Gotthardt Healthgroup AG gründete.

## Vermögen
Zusammen mit seiner Frau und seinem Sohn hält Frank Gotthardt heute etwas weniger als die Hälfte der Anteile der CompuGroup Medical. Laut Manager Magazin schrumpfte sein Vermögen von 1,4 Milliarden (Stand 2020) auf 500 Millionen Euro (Stand 2024).

## Positionen
In einem Interview mit der Rhein-Zeitung kritisierte Frank Gotthardt im Jahr 2021, dass die Politik zu wenig gegen den Fachkräftemangel in der IT-Branche unternehme. Die Politik kümmere sich zu sehr um konkrete Projekte, für die sie nicht aufgestellt sei. Als Beispiel nannte Gotthardt die europäische Cloud Gaia-X, die grundsätzlich etwas Gutes sei. Sinnvoller sei es aber, wenn sich die Politik um geeignete Rahmenbedingungen kümmere und in die Ausbildung von Fachkräften an Universitäten investiere.